# 동옥항주트럭
동옥항주트럭(영어: Dongvo (Hangzhou) Truck Company, 중국어: 東沃(杭州)卡車有限公司 Dōngwò (Hángzhōu) Kǎchē Yǒuxiàn Gōngsī[*])은 중화인민공화국의 자동차 기업으로 1996년에 일본 UD 트럭과 중화인민공화국의 동옥트럭과 합작으로 설립했다. 2010년 이전에는 동풍닛산디젤이었다.

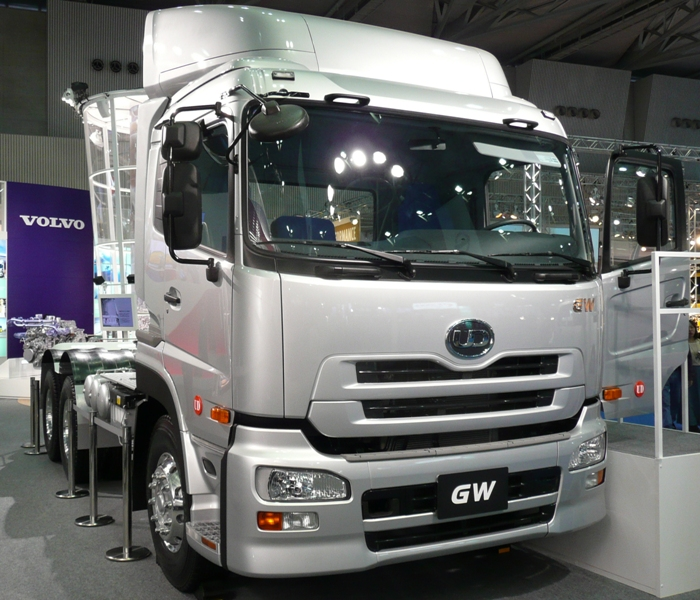
UD 큐온